# Kadın
Kadın (срп. Жена) је турска телевизијска серија, која се снима од 2017.

## Синопсис
Бахар је мајка двоје деце која након смрти свог мужа Сарпа пролази кроз тешке животне изазове како би своју децу извела на прави пут. У окрутном свету, пуном сиромаштва и животних проблема, Бахар има само један задатак да без обзира на све проблеме живи за своју децу, објашњава им значење и важност љубави, породице. Причајући приче о њиховом оцу, Бахар својој деци формира лик оца којег нису имали прилике да упознају. Кроз фрагменте из прошлости, упознају се са искреном љубављу Бахар и Сарпа али она није ни свесна праве истине смрти свог мужа која је уско повезана са страном које се Бахар пре 20 година одрекла, своје мајке и њене нове породице...

## Сезоне
| Сезона | Сезона | Број епизода (н) / (и)          | Приказивање у Турској                 |
| ------ | ------ | ------------------------------- | ------------------------------------- |
|        | 1      | 32 / 97 (1 — 32) / (1 — 97)     | 24. октобар 2017 — 5. јун 2018. ()    |
|        | 2      | 32 / 95 (33 — 64) / (98 — 192)  | 25. септембар 2018 — 28. мај 2019. () |
|        | 3      | 17 / 50 (65 — 81) / (193 — 242) | 1. октобар 2019 — 4. фебруар 2020. () |

## Улоге
| Глумац           | Улога  | Епизода |
| ---------------- | ------ | ------- |
| Озге Оспиринџи   | Бахар  |         |
| Џанер Џиндорук   | Сарп   |         |
| Бену Јилдиримлар | Хатиџе |         |